# Taybeh
Pour les articles homonymes, voir Taybeh (homonymie).
Taybeh, en arabe : الطيبة, est une petite ville de Cisjordanie, dans les Territoires palestiniens occupés, située à 30 kilomètres au nord de Jérusalem et à 12 kilomètres au nord-est de Ramallah. Elle est dans une zone sous administration civile de l'Autorité palestinienne.
La ville a la particularité d'être encore une localité entièrement chrétienne depuis les premiers temps de l'Église. Elle est considérée comme étant le lieu biblique de la tribu des Benjamin et celui d'Éphraïm dans le Nouveau Testament et aurait changé son nom en Taybeh (ce qui signifie délicieux) au XIIe siècle. Taybeh fait partie du gouvernorat de Ramallah.

## Histoire

### Antiquité
Selon l'Évangile de saint Jean, Jésus-Christ se serait retiré ici quelque temps avec ses disciples, après la résurrection de Lazare, car les Pharisiens avaient l'intention de le tuer. Le Christ ne serait plus paru en public et aurait demeuré à Éphraïm, avant de se rendre dans le désert à huit kilomètres sur une colline, afin de prier et jeûner pendant quarante jours.
L'impératrice Hélène (mère de Constantin) est venue ici avec un grand campement pendant son pèlerinage en Terre sainte, ordonnant l'édification d'une église sur la colline de Saint-Gédéon[réf. nécessaire]. Une église dédiée à saint Georges est construite au Ve siècle, dont on peut encore admirer les vestiges et qui fait toujours l'objet de fouilles[réf. nécessaire].

### Moyen-âge
Une autre église est construite par les croisés du royaume de Jérusalem et en 1185 Baudouin IV de Jérusalem donne le fort de Saint-Élie, qui se trouve sur une colline au-dessus du village, à Boniface de Montferrat[réf. nécessaire].

### Époque contemporaine
Le village a été victime d'un pogrom en 2005, lorsqu'une employée musulmane de 23 ans habitant le village voisin de Deir Jarir et travaillant à Taybeh dans l'atelier de couture d'un chrétien est tombée enceinte. Elle est retrouvée morte empoisonnée le 31 août 2005. Il est établi plus tard qu'elle a été empoisonnée par des membres de sa famille pour accomplir un « crime d'honneur ». En attendant les villageois de Deir Jarir accusent ceux de Taybeh et se répandent pendant deux jours à Taybeh brûlant les maisons des membres de la famille de l'employeur, sans que la police israélienne n'intervienne, tandis que la police palestinienne est retardée par le passage de plusieurs check-points, malgré la demande du consul américain aux autorités israéliennes de leur faciliter le passage. La situation s'apaise grâce à l'intervention des autorités religieuses chrétiennes locales et les conseils des anciens des deux localités[réf. nécessaire].
Fin juin 2025, les habitants du village sont harcelés par des colons israéliens, qui allument des incendies. De même, trois civils palestiniens sont tués par l'armée israélienne,.

## Population et société

### Démographie
Le recensement de 1931 à l'époque de la Palestine mandataire donne une population de 1 038 chrétiens et 87 musulmans[réf. nécessaire].
Taybeh avait une population avoisinant 4 000 habitants en 1967, mais depuis l'occupation par l'armée israélienne, les conditions économiques se sont dégradées et la population est tombée à 2 000 habitants, la main-d'œuvre devant s'employer ailleurs. Des colonies juives se sont installées aux abords, comme celles de Ma'ale Efraim, Ofra, Rimmounim et Ammon (depuis 2003), provoquant la confiscation de terres et l'interdiction de circuler sur certaines routes pour les Palestiniens[réf. nécessaire].

### Enseignement
Taybeh possède deux écoles principales primaires et secondaires, l'une dépendant du patriarcat orthodoxe de Jérusalem, l'autre d'une congrégation catholique. Elles scolarisent en tout près de 700 élèves[réf. nécessaire].
Un atelier-école de tailleurs-sculpteurs de pierre s'est formé à l'initiative d'une association française.

## Économie

### Activité industrielle et agricole
L'endroit était essentiellement agricole, jusqu'à une vingtaine d'années et son économie était concentrée autour de la culture de l'olivier, du figuier et de l'abricotier, ainsi que de la vigne. On y fabrique aussi des fromages réputés[réf. nécessaire]. Taybeh est connu de même comme le seul lieu en Palestine possédant une brasserie. La bière de Taybeh est appréciée par la population locale, avec une variété sans alcool pour la clientèle musulmane. La Brasserie Taybeh (Taybeh Brewery) a été fondée fin 1993 par la famille Khoury. Une Oktoberfest se tient tous les ans à Taybeh, ce qui attire les touristes amateurs de bière[réf. nécessaire].

## Culture locale et patrimoine

### Lieux et monuments

#### Églises de Taybeh
- Église Saint-Georges (melkite), 1964
- Église Saint-Georges el-Khader, Ve siècle
- Église Saint-Georges (orthodoxe), reconstruite en 1929-1932
- Église du Saint-Sauveur (catholique de rite latin), 1971

### Personnalités liées à la commune

#### Charles de Foucauld
Charles de Foucauld, béatifié en 2005, a visité Taybeh en janvier 1889 pendant son premier pèlerinage en Terre sainte. Il y est retourné en 1898 et cela l'a mené à écrire Huit jours à Ephrem, retraite de 1898, du lundi après le IVe dimanche de Carême au lundi après le Ve dimanche de Carême (soit du 14 au 21 mars 1898). Sa retraite à Taybeh/Ephrem, notamment auprès des ruines de l'église Saint-Georges, a inspiré quarante-cinq pages de ses Écrits spirituels[réf. nécessaire].
Le Centre de pèlerinage Charles-de-Foucauld, hôtellerie pour pèlerins, a ouvert à Taybeh en 1986, à l'initiative des chevaliers de l'ordre équestre du Saint-Sépulcre de Jérusalem.

## Galerie

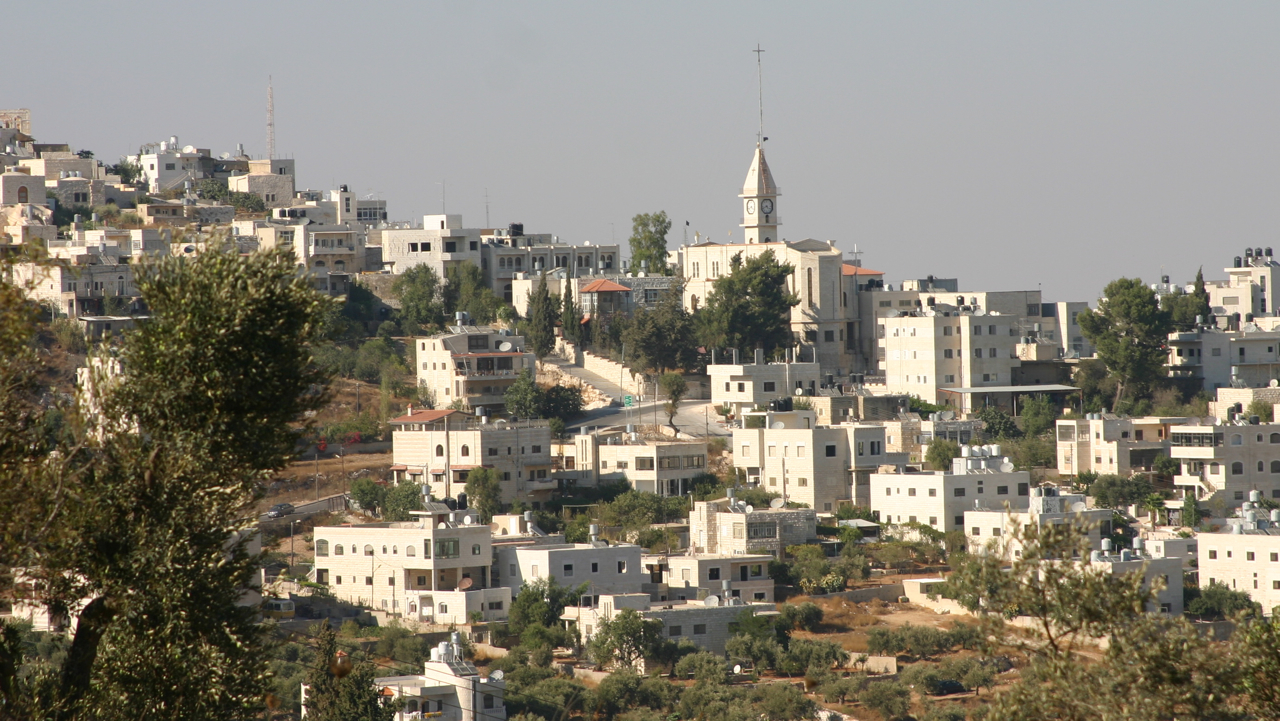
Photographie de Taybeh
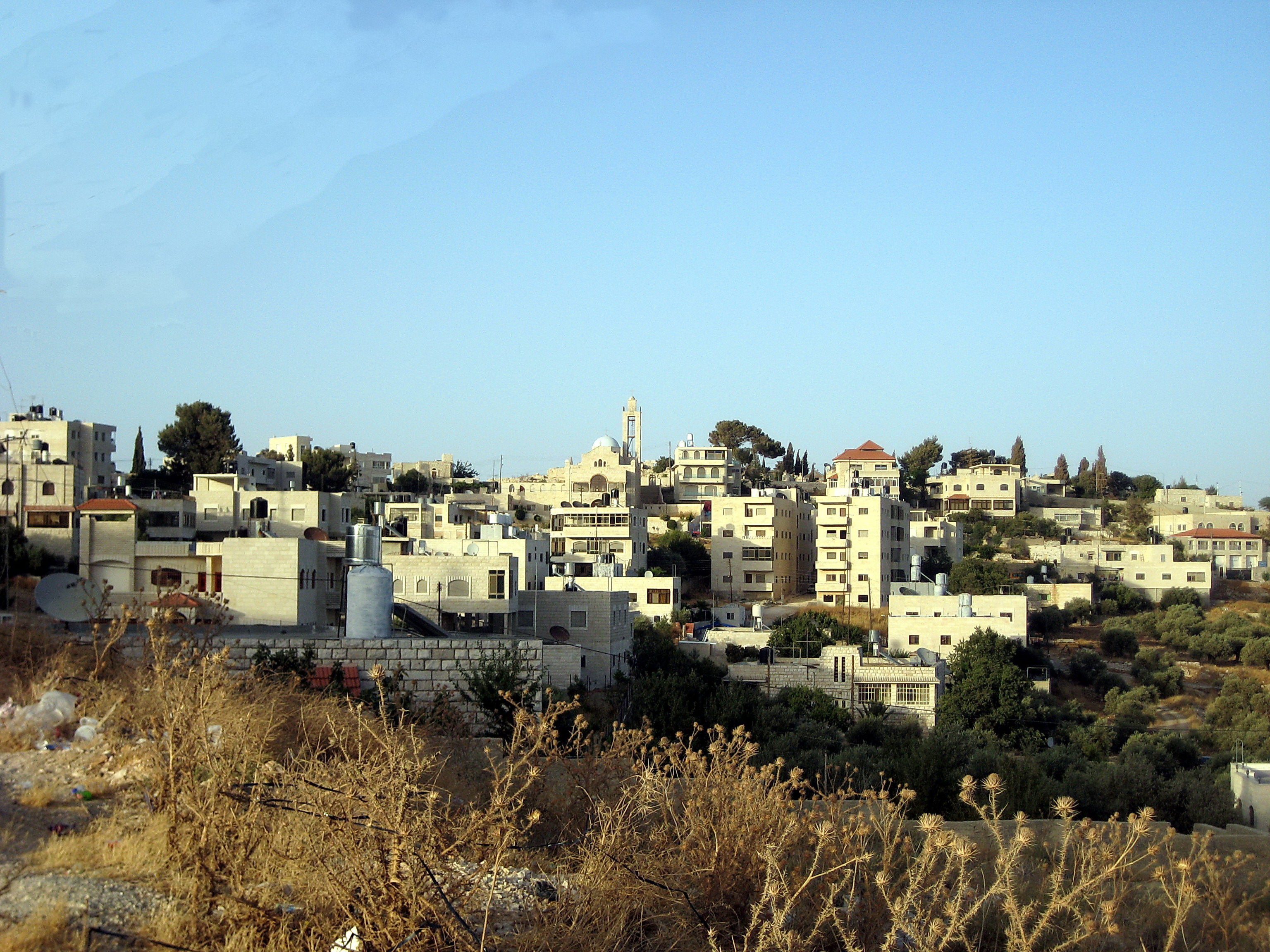
Vue de la localité
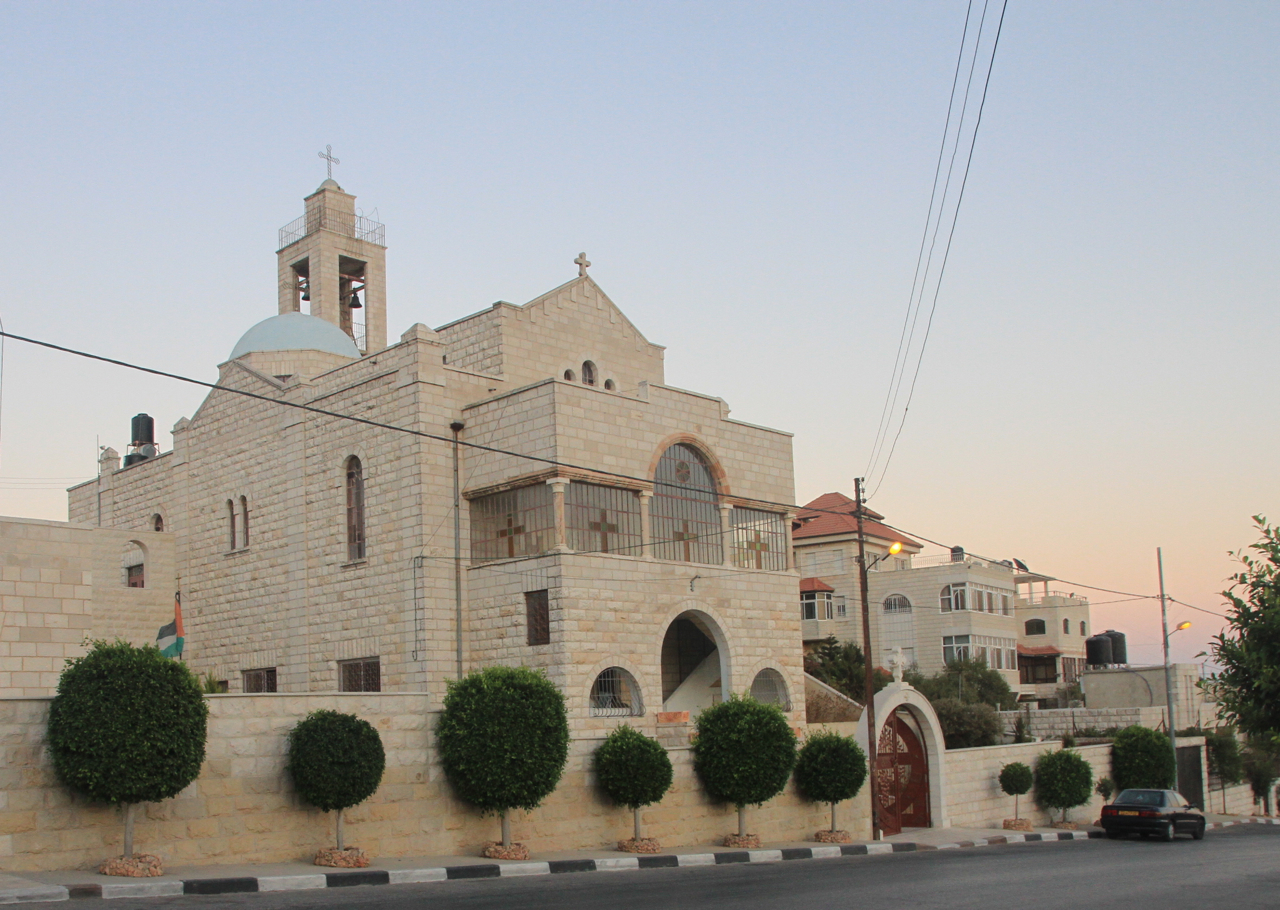
Vue de la nouvelle église melkite Saint-Georges
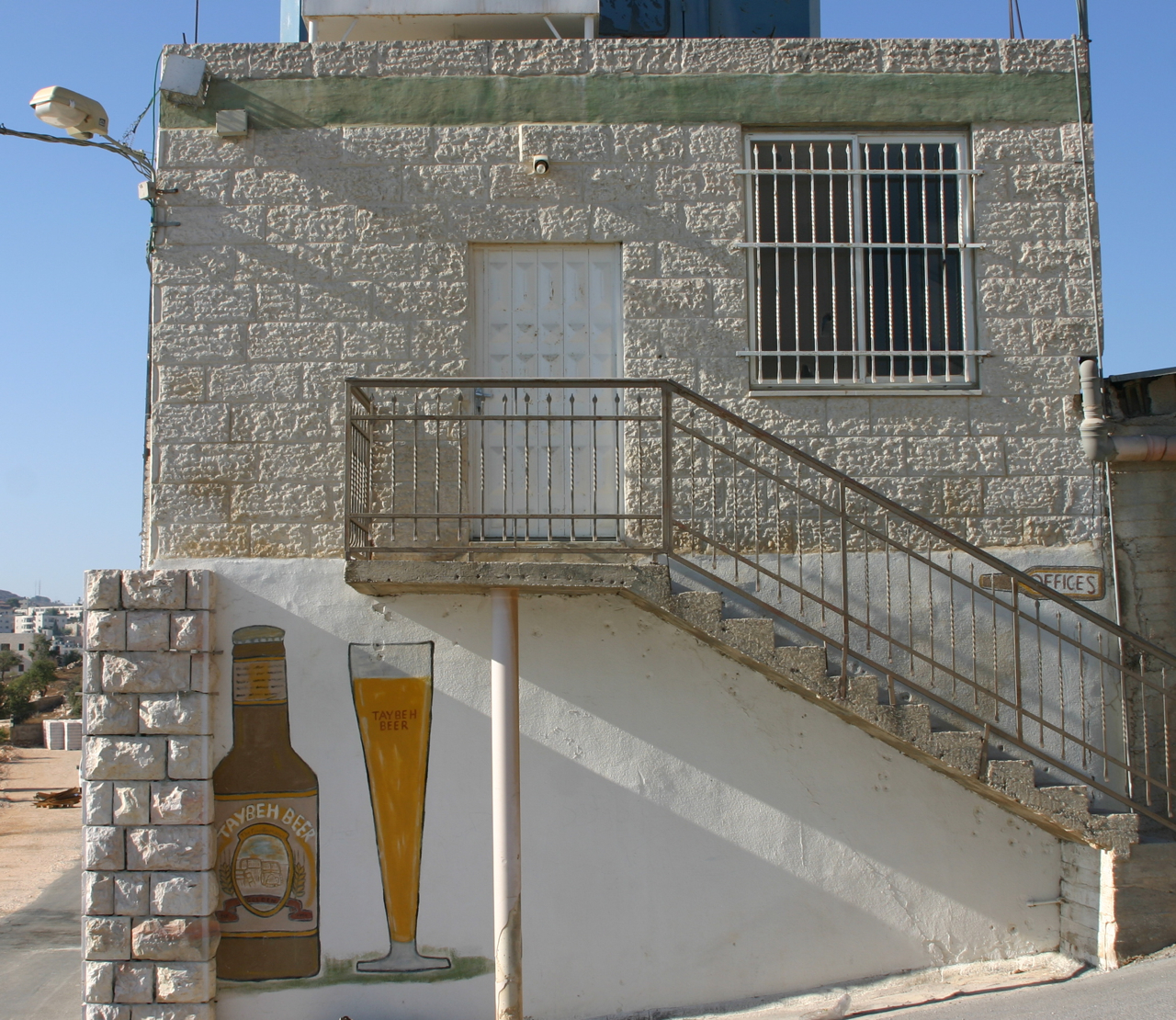
Entrée de la petite brasserie de Taybeh